# Getto w Klecku
Getto w Klecku (jid. ‏קלעצקער געטאָ‎, Klecker geto) – żydowska dzielnica istniejąca w Klecku na Białorusi w czasie okupacji niemieckiej (1941–1942).
Getto powstało na jesieni 1941 po tym, jak do miasta wkroczyły wojska niemieckie. Na jego terenie mieszkało niecałe 1,5 tys. osób uznanych za Żydów. Decyzję o likwidacji dzielnicy władze niemieckie podjęły w lipcu 1942. W nocy z 20 na 21 lipca oddziały SS oraz kolaborujące z nimi oddziały policji białoruskiej i litewskiej otoczyły teren getta, jednak napotkały na zbrojny opór ludności żydowskiej. Na czele rebelii stanął Mojsze Fisz, wcześniej żołnierz Wojska Polskiego. Kleccy Żydzi podpalili getto, by pod osłoną dymu uciec z zamkniętej dzielnicy. Ucieczka udała się ok. 400 osobom, jednak wojnę przeżyło tylko 25 z nich, w tym Jankiel Geller. Większość uciekinierów schroniła się w okolicznych lasach, w których trudno im było przeżyć ze względu na postawę ludności białoruskiej, która wydawała Żydów władzom niemieckim albo mordowała ich na własną rękę.